# ثروبال
ثروبال (به انگلیسی: Throwball) یک ورزش تیمی محبوب و رایج در آسیا ( به خصوص شبه جزیره ی هند) است. هر بازی متشکل از دو تیم است که هر تیم دارای ۷ بازیکن می‌باشد . شکل و ابعاد زمین بازی این ورزش، مشابه زمین ورزش والیبال است . این ورزش برای اولین بار در میان دههٔ ۱۹۴۰ به عنوان ورزش زنان در هند برگزار شد. قوانین ثروبال در سال ۱۹۵۵ پیش‌نویس شد و اولین مسابقات قهرمانی آن در سال ۱۹۸۰ برگزار شد.

زمین بازی ثروبال